# Haliotis dalli
Haliotis dalli (em inglês Dall's abalone) é uma espécie de pequeno molusco gastrópode marinho pertencente à família Haliotidae. Foi classificada por Henderson, em 1915. É nativa do leste do oceano Pacífico, em águas moderadamente rasas.

## Descrição da concha
Concha com até 5 centímetros, geralmente 2 centímetros menor, com 3 voltas completas e superfície de coloração amarelo alaranjada até abóbora ou vermelho intenso, em tonalidades marmoreadas ou uniformes; dotada de diversas estrias espirais como relevo e 4 a 6 perfurações abertas em sua superfície. Região interna da concha nacarada, apresentando o relevo da face externa visível. Owen as descreveu em dois grupos, um de espiral mais alta e outro de espiral mais baixa, ocorrendo tal separação de formas em ambas as subespécies: Haliotis dalli dalli e Haliotis dalli roberti.

## Taxonomia e distribuição geográfica
Os espécimes hoje denominados Haliotis dalli, inicialmente estudados por William Healey Dall em 1889, foram erroneamente classificados por ele como Haliotis pourtalesii. Este engano ocorreu pelo fato de que o holótipo de H. pourtalesii, coletado em 1869 por Louis François de Pourtalès, fora destruído durante o grande incêndio de Chicago, em 1871, fazendo com que Dall descrevesse esta espécie de memória, em 1881, dez anos após o incêndio. Em sua descrição dos espécimes coletados em 1889, Dall afirma que a concha por ele examinada, coletada nas Galápagos, está de acordo com o que foi conhecido sobre H. pourtalesii, destruída no incêndio, e que ele está relutante em separar este exemplar em nova espécie, apesar da grande distância entre esta coleta e o sul da Flórida, localidade do holótipo. A separação para a espécie H. dalli foi feita por John B. Henderson, no ano de 1915, ao comparar novos exemplares coletados na mesma área, em 1891, pelo barco Eolis.
No ano de 1970, McLean descreve outra espécie, Haliotis roberti, encontrada na região da Ilha do Coco (Costa Rica), com onze espécimes coletados para estudo em 14 de janeiro de 1938 a profundidade de 70 a 85 metros; posteriormente incorporada como subespécie de H. dalli por Owen, em 2004, agora denominada Haliotis dalli roberti.
Para H. dalli são relatadas profundidades de 20 a 80 metros e sua distribuição conhecida vai da Costa Rica (H. dalli roberti) e Galápagos a oeste da Colômbia.